# Erno Laszlo

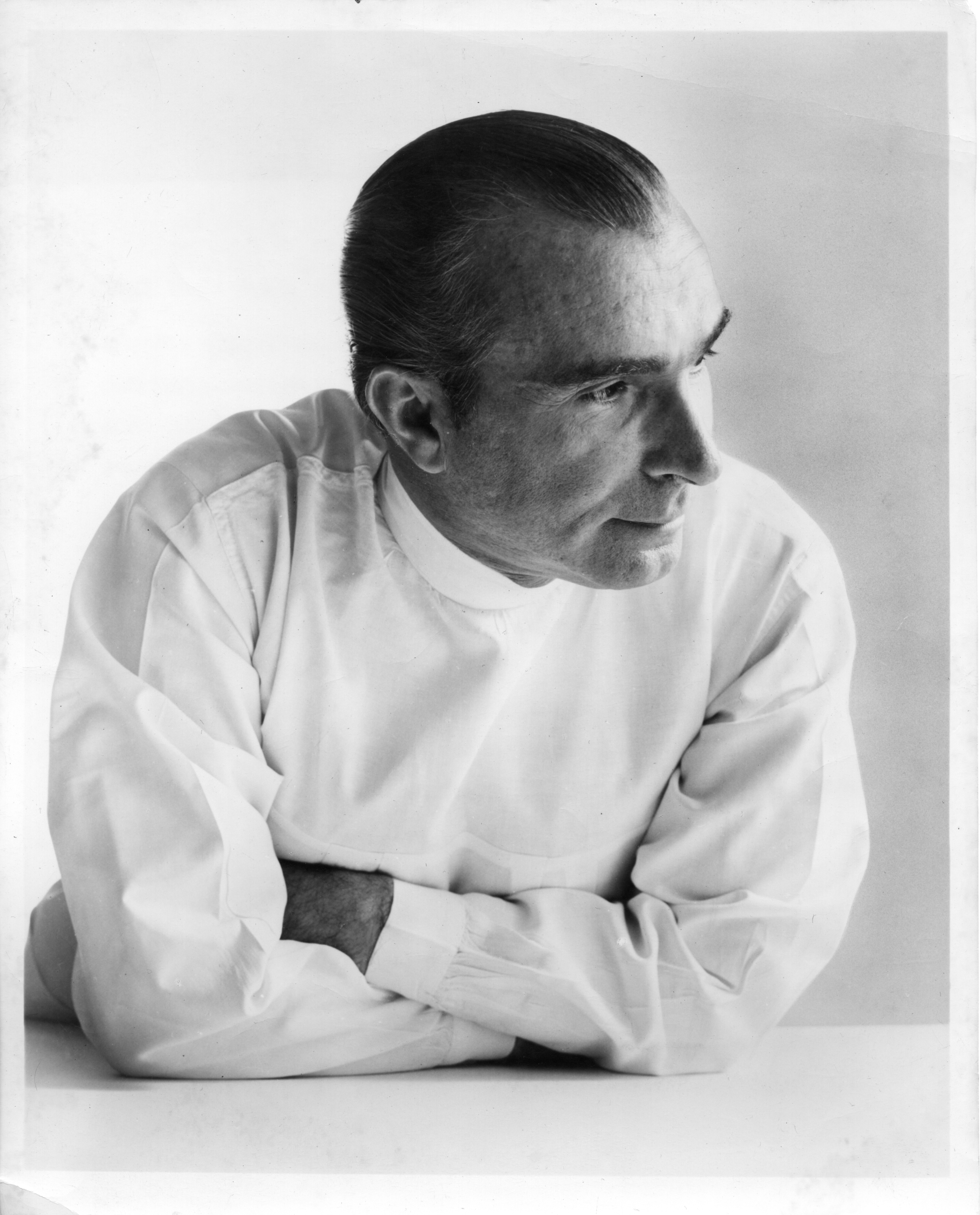
Erno Laszlo

Erno Laszlo (Ernő László; * 1898 in Transsilvanien; † 1973 in USA) war ein ungarisch-amerikanischer Arzt und Gründer eines neuen Zweiges der Kosmetikwissenschaft, der Kosmetologie. Erno Laszlo hat die Gesichtspflege nach Plan begründet. Sein Pflegeritual „Splashing“ (engl. für „Spritzen“) wird mittlerweile seit über 80 Jahren angewandt.

## Leben
1921 hatte Laszlo seinen Doktortitel an der Königlich-Ungarischen Elizabeth-Universität für Medizin bei Soma Cornel Beck in Budapest erworben.
1927 eröffnete Laszlo in Budapest das erste Schönheitsinstitut für wissenschaftliche Kosmetologie, das sofort erfolgreich wurde. Dort traf sich die europäische High-Society.
Später ging Laszlo für immer nach New York. Kunden seines neuen Instituts, das er 1939 in New York gründete, waren unter anderem die Duchess und der Duke of Windsor, Gloria Laura Vanderbilt, Greta Garbo, Gary Cooper, Giovanni Agnelli, Truman Capote, Audrey Hepburn, Yul Brynner, Jackie Kennedy und Marilyn Monroe. Wer keine Referenz vorweisen konnte, wurde in die Gesellschaft der Kunden des Erno Laszlo nicht aufgenommen. Die Anzahl der Mitglieder des Erno-Laszlo-Clubs wurde anfangs begrenzt, das verlieh dem Haus Exklusivität. Später wurden auch Barbra Streisand, Diane Keaton, Madonna, Woody Allen, Yoko Ono, Sting, Val Kilmer und James Spader Kunden von Erno Laszlo.
In den 1940er Jahren versuchte Rubinstein, mit ihm ins Geschäft zu kommen, doch Laszlo lehnte ab. Ab März 1952 konnten die Kundinnen in 30 ausgewählten Läden in den USA die Produkte kaufen, aber nur mit einer Erno-Laszlo-Mitgliedschaft und nach einer Hautanalyse. Innerhalb von zwei Jahren war die Mitgliederbasis bis auf 25.000 Personen angestiegen und wurde hier eingefroren, um die Qualität des Kundenservices nicht zu gefährden. Erst 1966 entschied sich Laszlo, seine Produkte über den Einzelhandel zu verkaufen.
Laszlo verstarb 1973 im Alter von 75 Jahren nach Herzversagen. Seit Anfang 2002 war Erno Laszlo Teil der Cradle Holdings, einer Tochterfirma des US-amerikanischen Private-Equity-Unternehmens Fox Paine & Company, der  bis 2015 unter anderem auch die Marke Penhaligon’s gehörte. Im Jahr 2011 übernahm der RBS Special Opportunities Fund (gemanagt von RBS Equity Finance, die seit 2013 als Pollen Street Capital unabhängig von der RBS ist) zusammen mit Charles Denton das Unternehmen Erno Laszlo. 2014 veräußerte Pollen Street Capital Erno Laszlo an die chinesische Citic Capital, Teil der CITIC Group, woraufhin der Umsatz in China stark anstieg.